# Julius Nielsen (officer)
 Der er flere personer med dette navn, se Julius Nielsen.
Georg Julius Wilhelm Nielsen (5. april 1811 i Kastellet – 3. august 1891 i København) var en dansk officer.
Han var født i Kastellet, hvor hans fader, Johan Martin Nielsen (senere oberstløjtnant og chef for 3. bataljon, død 18. juli 1869), dengang var premierløjtnant. Moderen hed Helene f. Liebe. Julius Nielsen blev landkadet 1821 og tog officerseksamen 1826, men forlod først akademiet 1828, da han ansattes som sekondløjtnant ved 2. livregiment, hvorved han blev premierløjtnant 1835. Udnævnt til kaptajn 1847 kom han til 5. linjebataljon og rykkede dermed i felten 1848. Under kampen ved Dybbøl 5. juni udmærkede han sig og blev såret, men var atter med ved Kolding og Fredericia året efter samt i slaget ved Isted, hvorpå han i vinteren 1850-51 var kommandant i Husum. Han blev major 1853, chef for 4. jægerkorps (21. bataljon) 1860, oberstløjtnant 1862 og chef for 21. regiment 1864, i hvilket år han også blev oberst. Han var en tid kommandant i den befæstede lejr ved Fredericia og erholdt
det hverv at rømme denne fæstning.
Derefter var han med forskellige afbrydelser chef for 1. infanteribrigade, blev generalmajor 1866 samt året efter general og generalinspektør for fodfolket. I anledning af sit 50 års officersjubilæum benådedes han 1876 med Storkorset af Dannebrogordenen (Kommandørkorset havde han fået 1864), og han blev i 1879 kommanderende general i 1. Generalkommandodistrikt, hvilken stilling han beklædte, til han faldt for aldersgrænsen i 1881.
Nielsen, som 1. maj 1847 var blevet gift med Ida Marie Sørine Liebe, datter af justitsråd Liebe, forstander for Duebrødre Kloster i Roskilde, henlevede sine sidste dage i København og døde 3. august 1891.